# Повіт Кодама
Пові́т Кода́ма (яп. 児玉郡, こだまぐん, МФА: [kodama guɴ]) — повіт в префектурі Сайтама, Японія.